# Vaglierano
Vaglierano est un hameau (ou frazione) de la commune d'Asti dans la province d'Asti dans la région du Piémont en Italie. Sa population s'élevait à 105 habitants en 2001.

## Images

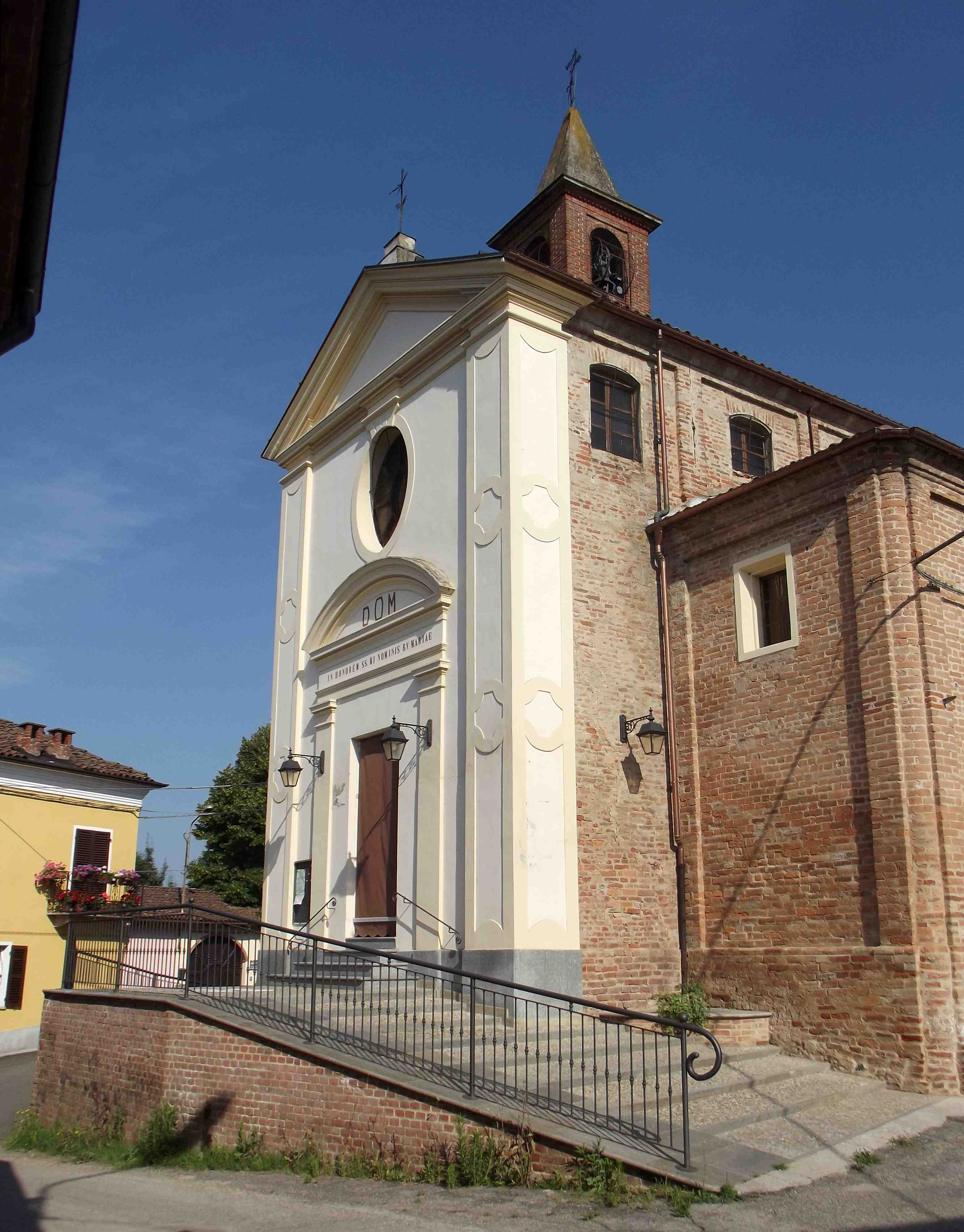
L'église paroissiale de Santa Maria de horticis.
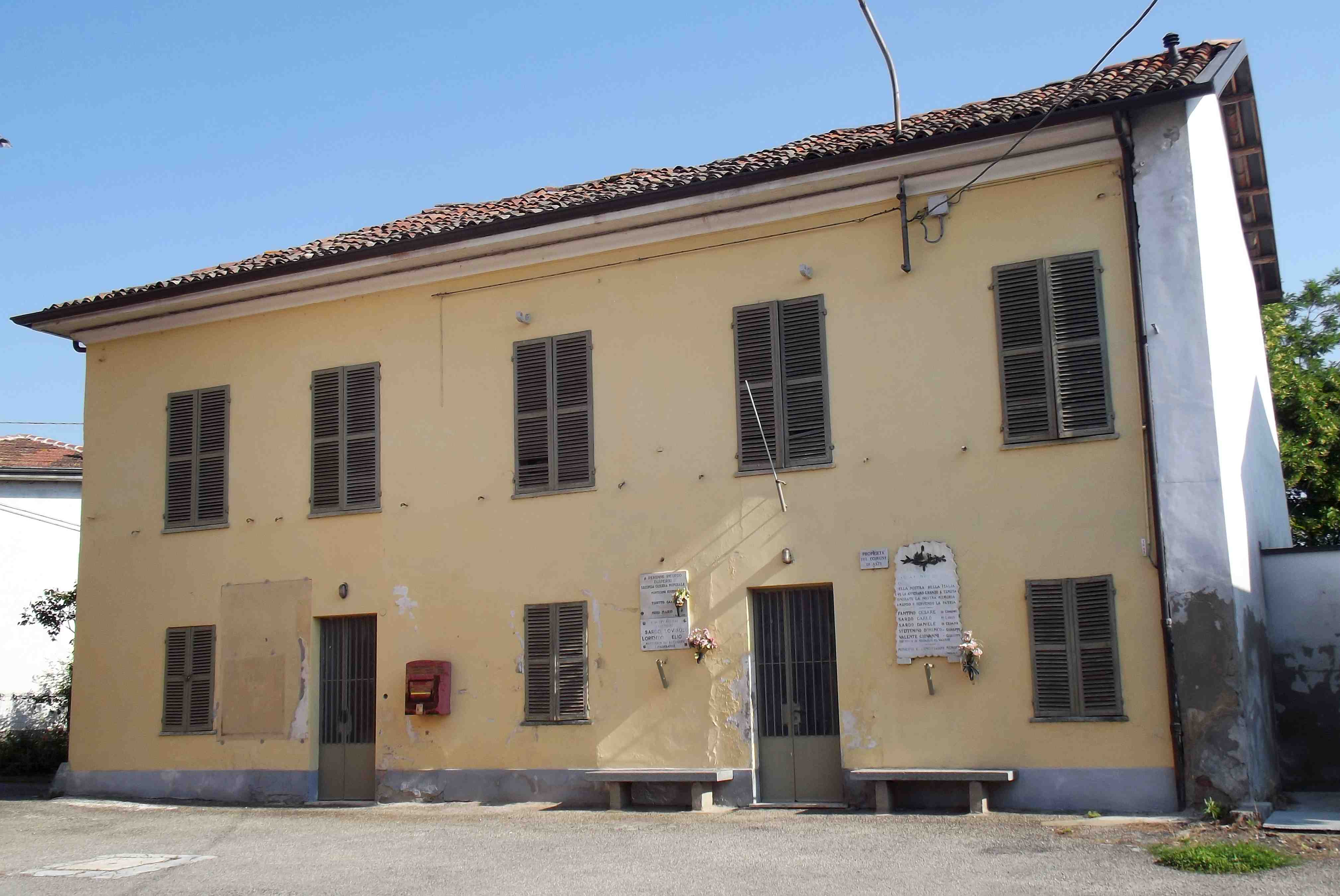
L'ancien hôtel de ville.
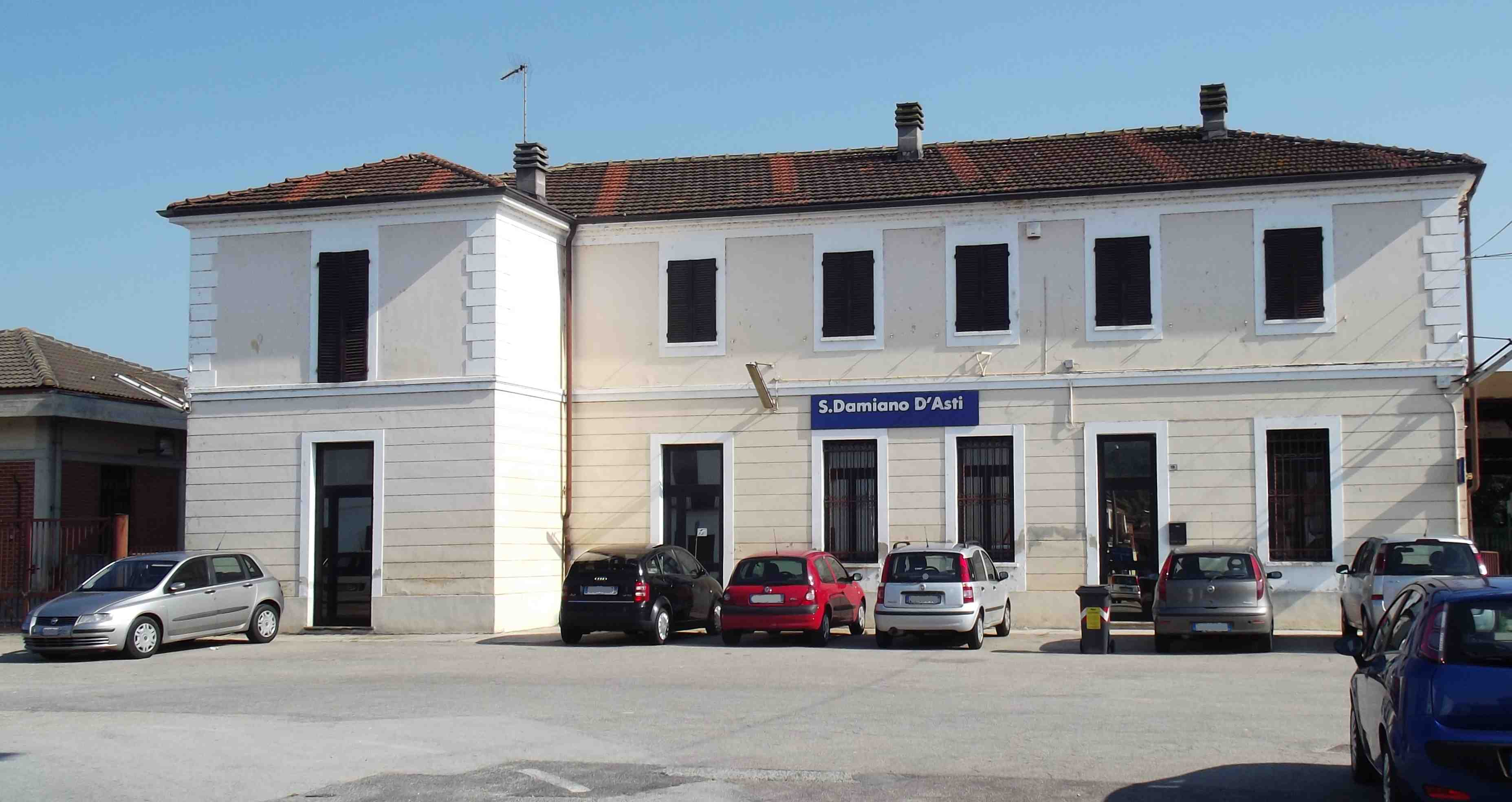
La gare ferroviaire.